# Парчевич (Пловдив)
Вижте пояснителната страница за други значения на Парчевич.
СК Парчевич е спортен клуб, съществувал между 1923 и 1945 г. в град Пловдив. Той е бил клуб на католишката общност в града и заедно със „Спортклуб“ са развивали своята дейност на територията на Източен Пловдив.

## История
Основан е през 1923 г. под името Български Петър Парчевич Клуб - Пловдив. Името на отборът е посветено на българския католически епископ барон Петър Парчевич. Български емигранти в Италия подпомагат финансово изграждането на структурите на клуба, като в него освен футбол е застъпена лека атлетика, колоездене и баскетбол за жени. Основната му членска маса е от българи, свързани с католическата общност в Пловдив и околностите му.
Футболният отбор към клуба участва в Държавното първенство през 1933, но отпада в първия кръг от Борислав (Кюстендил) с 2:3 като гост. През 1941 г. достига до четвъртфинал за Царската купа, след като на осминафинала отстранява отбора на България (Хасково) с 3:0 в Пловдив. На четвъртфинала обаче отпада от Македония (Скопие). През същата година участва и в Държавното първенство, но отпада на осминафинала от Цар Крум (Бяла Слатина).
През 1945 г. СК „Парчевич“ се обединява със „Спортклуб“ (Пловдив) под името „Спортклуб-Парчевич-45“ съкратено „СП45“, което на практика слага край на съществуването му. Година по-късно дружеството е преименувано на „Славия“ Пловдив.
Играчите са били облечени в червено и бяло. Сред тях са били Никола Аров, Тодор Атлиев, Андреа Кошеров, Кирил Пазвантов, Павел Джиджов, Тодор Ганев (Мравката) и много други.

## Успехи
- 8 място в Държавното първенство през 1933 г.
- Четвъртфиналист за Царската купа през 1941 г.